# Bergtrogon
Der Bergtrogon (Apaloderma vittatum) ist eine afrikanische Vogelart aus der Familie der Trogone (Trogonidae) und der gleichnamigen Ordnung.

## Merkmale
Er erreicht eine Länge von ca. 28 bis 30 Zentimeter und ein Gewicht von etwa 55 Gramm. Wie fast alle Trogone ist der Bergtrogon farbenprächtig und die Geschlechter können anhand ihrer Färbung gut unterschieden werden. Der Rücken ist bei beiden Geschlechtern hellgrün, die Flügeldecken sind schwarz-grau gestreift, der Oberschwanz ist überwiegend bläulich oder violett-schwarz. Die drei äußeren Federn des Schwanzes und seine Unterseite sind schwarz-weiß gestreift und mit auffälligem weißen Balken gemustert. Der Schnabel ist gelb bis grünlich-gelb. Unterhalb der Augen befinden sich unbefiedert Flecken, die gelb oder orange gefärbt sind. Brust und Bauch der Männchen sind rot. Kopf und Kehle sind blauschwarz mit einem grünen bis bronzefarben Schimmer. Im oberen Brustbereich befindet sich ein violettblaues Querband. Weibchen haben einen braunen Kopf und eine zimtbraune Brust. Das Querband im oberen Brustbereich fehlt. Bei den Jungvögeln ist der Bauch weiß und auch die Flügeldecken sind weißlich.

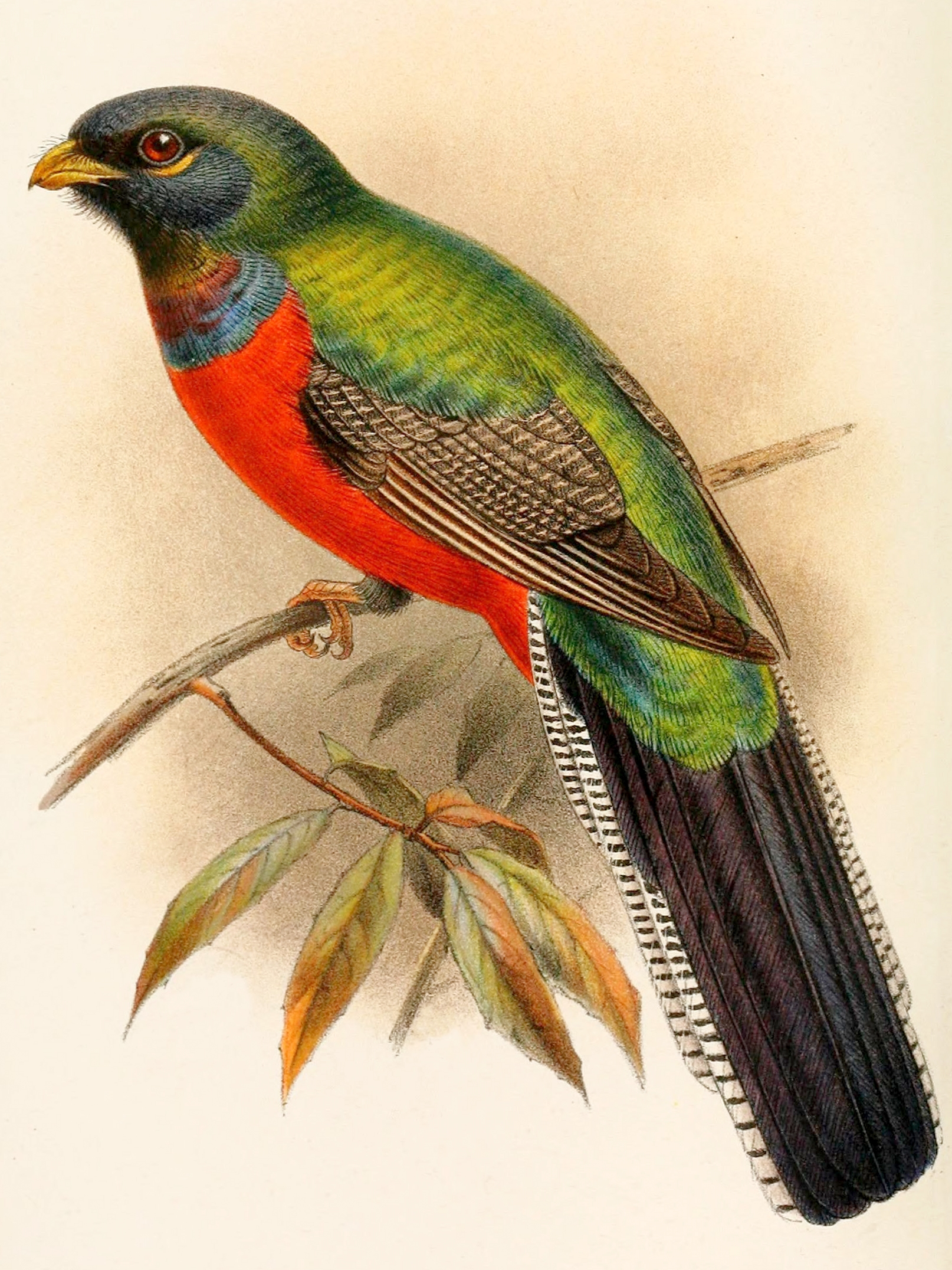
Bergtrogon, Männchen

## Verbreitung und Unterarten
Es werden vier Unterarten anerkannt:
- Apaloderma vittatum vittatum Shelley, 1882, hat ein disjunktes Verbreitungsgebiet, das Regionen in Kenia, Tansania, im nordöstlichen Sambia, in Malawi, im Nordwesten von Mosambik und ein kleines Gebiet im südwestlichen Angola umfasst.
- Apaloderma vittatum camerunense (Reichenow, 1902), lebt im südöstlichen Nigeria und im südwestlichen Kamerun.
- Apaloderma vittatum francisci (Alexander, 1903), ist auf der Insel Bioko im Golf von Guinea endemisch.
- Apaloderma vittatum delhoyoi Kennedy, Boesman, Collar & Fishpool, 2022, lebt in den Gebirgen im Westen von Uganda, Ruanda und Burundi, sowie im angrenzenden Nordosten des Kongo.

## Lebensraum und Lebensweise
Der Bergtrogon lebt in feuchten Bergwäldern in Höhen von 900 bis 3000 Metern. Am häufigsten ist er oberhalb von 1600 Metern, in den tansanischen Rubeho-Bergen wurde er jedoch auch auf einer Höhe von 600 Metern nachgewiesen. Er hält sich normalerweise in der mittleren Baumschicht in Höhen von 4 bis 20 Metern über dem Erdboden auf und geht nur selten unterhalb von 8 Meter. In Kamerun wurde er sowohl in Primärwäldern als auch in älteren Sekundärwäldern beobachtet, besonders auf Berggipfeln und auf baumbestandenen Bergrücken. In Malawi wurde die Vogelart auch in Kiefernwäldern und montanem Grasland nachgewiesen und auf Bioko in einer Höhe von 900 bis 2000 Metern in mit Moosen und Flechten bewachsenen Wolken- und Nebelwäldern. Der Bergtrogon wandert regelmäßig und wechselt oft die Höhenstufen seines Berglebensraums. Außerhalb der Brutzeit unternimmt er ausgedehnte Wanderungen auf der Suche nach neuen geeigneten Lebensräumen und entfernt sich bis zu 100 km von der nächsten etablierten Population. Die Vögel ernähren sich vor allem von Insekten, wobei glatte Raupen bevorzugt werden. Daneben werden auch Heuschrecken, Motten und Käfer verzehrt. Aufgrund der relativ weit auseinander liegenden Teile des disjunkten Verbreitungsgebietes brüten Bergtrogone in den unterschiedlichen Regionen zu unterschiedlichen Zeiten. Wahrscheinlich sind sie monogam. Das Nest wird in einer Baumhöhle errichtet, meist in einer Höhe von etwa zwei Metern. Das Gelege besteht aus 2 bis 3 Eiern. Die Brutzeit und die Zeit bis zum Flüggewerden der Jungvögel sind nicht bekannt.

## Gefährdung
Die IUCN beurteilt den Bestand des Bergtrogons als ungefährdet.